# Burmagomphus cauvericus
Burmagomphus cauvericus е вид водно конче от семейство Gomphidae.

## Разпространение
Видът е разпространен в Индия (Карнатака).